# Ashkelon

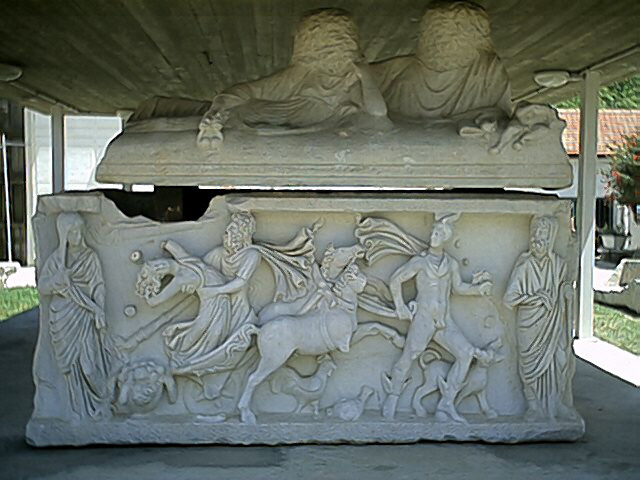
En gammal sarkofag i Ashkelon.

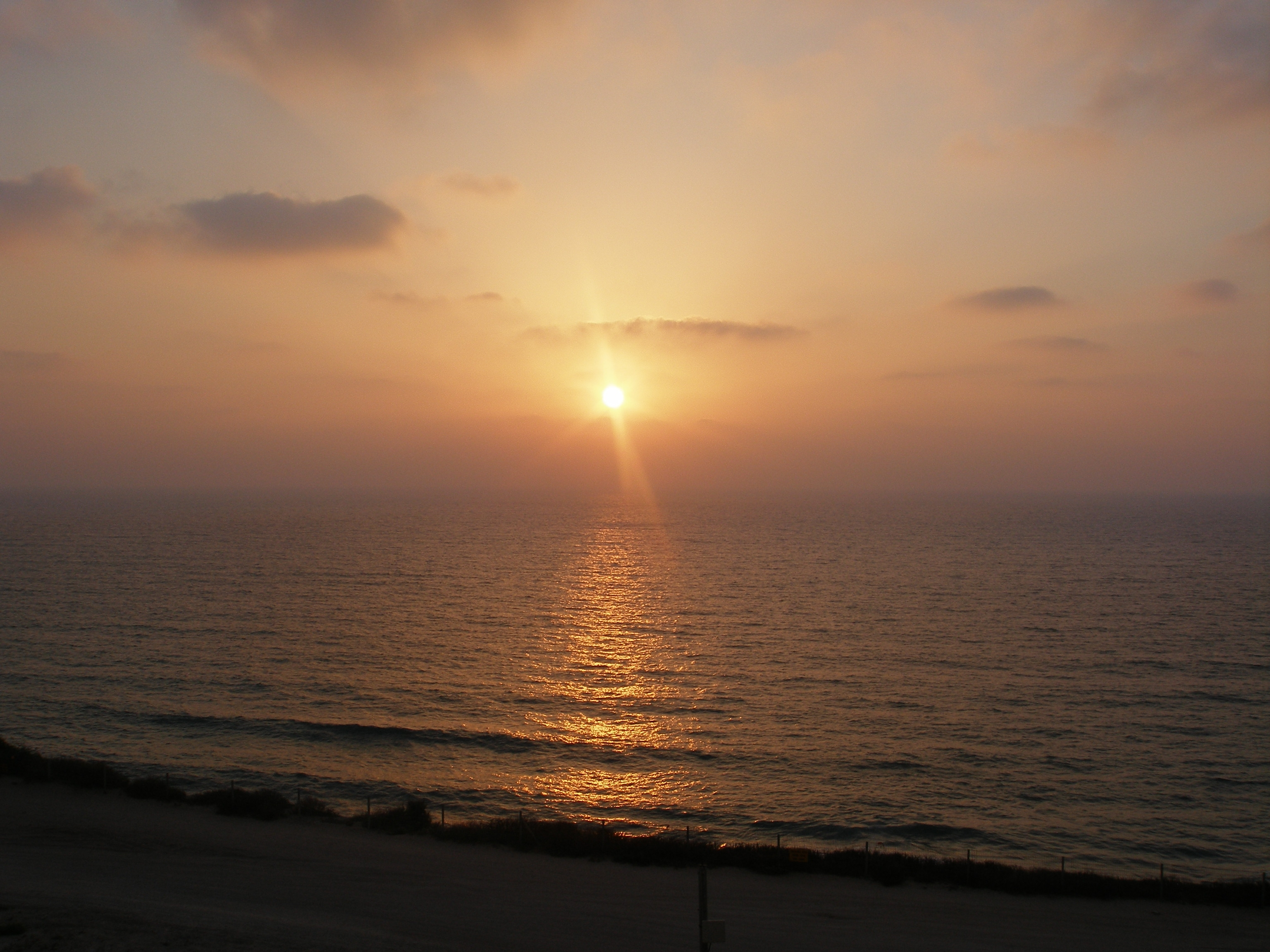
Havet vid Ashkelon.

Ashkelon är en stad i sydvästra Israel vid Medelhavet nära gränsen mot Gazaremsan. Staden hade 2016 en beräknad folkmängd på 134 454 invånare och växer mycket fort genom hög inflyttning. Ungefär 40 procent av invånarna har sina rötter i före detta Sovjetunionen. När arab-israeliska kriget bröt ut 1948 fördrevs ett okänt antal palestinier som bodde i staden till närliggande Gazaremsan.
Ashkelon är en mycket grön stad för israeliska mått och har satsat hårt på att profilera sig som en friluftslivsstad. Bland annat planeras Israels andra golfbana i stadens norra del och staden innehar en marina samt några av Israels bästa stränder. Bebyggelsen liknar den i Ashdod med mycket påtagliga suburbiska inslag; motorvägar, lamellhus och shoppingcentra.
Staden, vars namn i många äldre svenska texter stavas Askalon och som i 1917 års svenska bibelöversättning stavas Askelon, har gett namn åt schalottenlök (Allium ascalonicum).

## Historia
Staden omnämns i Bibeln som en av de fem filisteiska stadsstaterna. Staden har genom århundradena styrts av kananéerna, filistéerna, israeliter, babylonierna,  grekerna, fenicierna,  romarna, perserna, egyptierna, muslimerna,  ibelnbritterna och korsfararna. 
Den förstördes av Mamlukerna år 1270 och föll i glömska. Den moderna staden Ashkelon härstammar från den arabiska staden al-Majdal.  1596 var Majdal en stor by med 559 muslimska hushåll. Vid folkräkningen i det Brittiska Palestinamandatet 1931 fanns där 6.166 muslimer och 41 kristna. Befolkningen hade 1948 ökat till cirka 11.000 personer. Under 1948 års arab-israeliska krig flydde större delen av befolkningen till Gazaremsan. Staden intogs av israeliska styrkor den 5 november 1948 och införlivades i staten Israel. 
Staden har sedan 2001 vid ett flertal tillfällen angripits med raketer från Gazaremsan; i media kallas raketerna för Qassam-raket men de som fallit över Ashkelon är av typen Grad. Den 15 maj 2008 angreps ett shoppingcenter i Ashkelon med just en Gradraket; 31 personer skadades. År 2011 togs luftvärnssystemet Iron Dome i drift som framgent skyddade staden ifrån vidare raketattacker.